# Erynnia
Erynnia – rodzaj muchówek z rodziny rączycowatych (Tachinidae).

## Wybrane gatunki
- E. condecens Reinhard, 1968[1]
- E. coracina Reinhard, 1968[1]
- E. micida Reinhard, 1968[1]
- E. ocypterata (Fallén, 1810)[2]
- E. tortricis (Coquillett, 1895)[1]